# Hans Küng

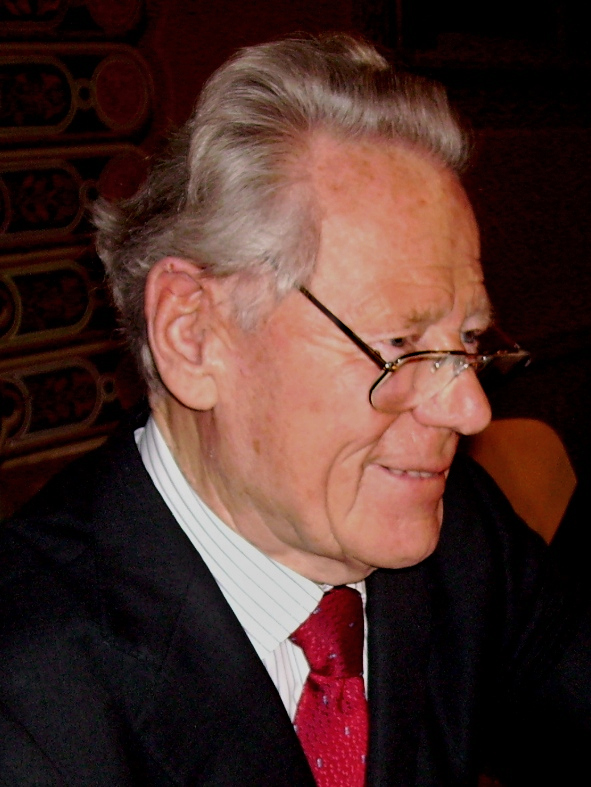
Hans Küng (2009)

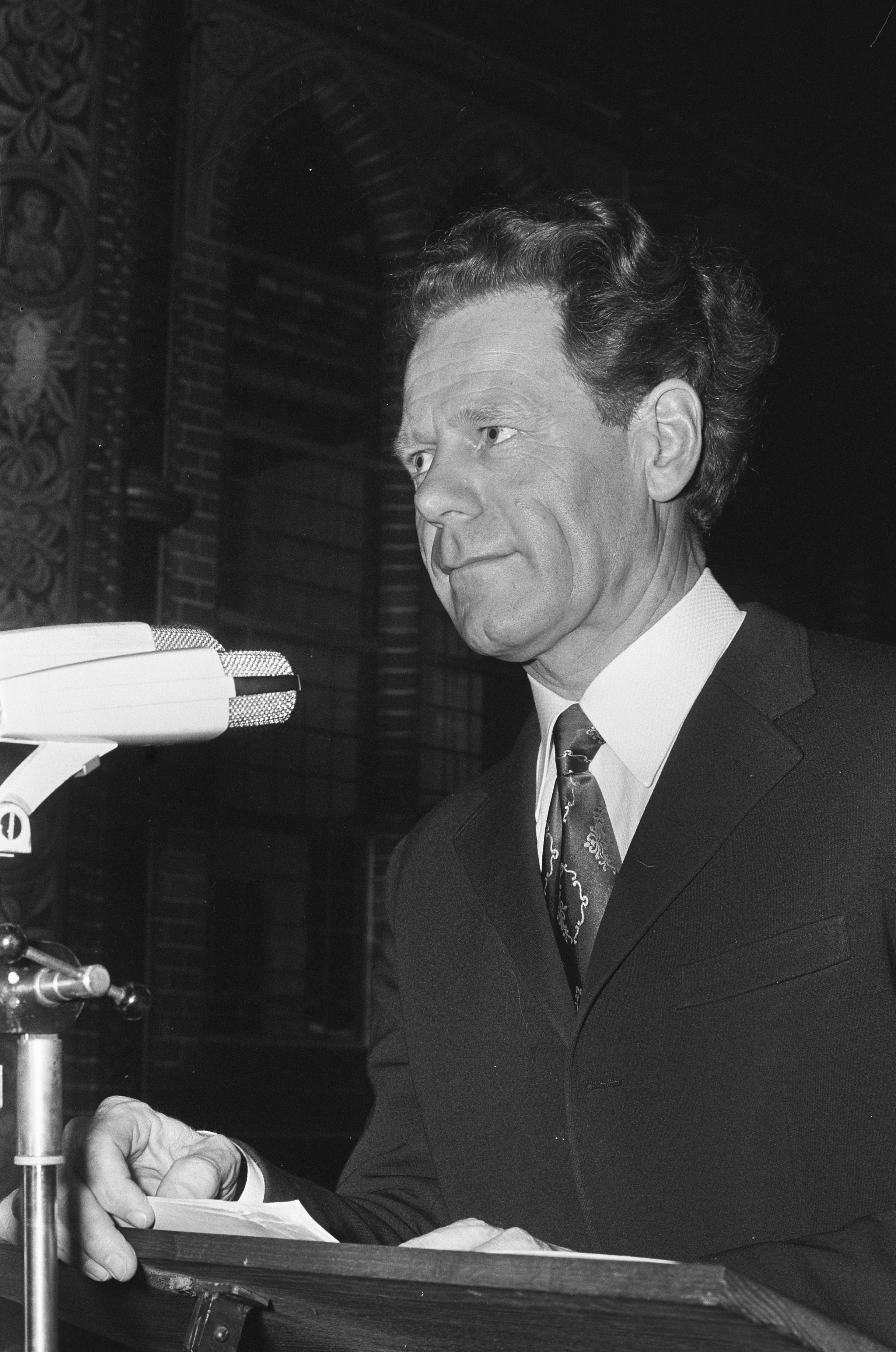
Hans Küng (1973)

Hans Küng (* 19. März 1928 in Sursee, Kanton Luzern; † 6. April 2021 in Tübingen) war ein Schweizer Theologe, römisch-katholischer Priester und Autor. Von 1960 bis zu seiner Emeritierung im Jahr 1996 war er Theologie-Professor an der Eberhard Karls Universität Tübingen, zuletzt für Ökumenische Theologie. Bis März 2013 war er Präsident der von ihm mitgegründeten Stiftung Weltethos.
Küng galt nicht nur im deutschsprachigen Raum als einer der bekanntesten Kirchenkritiker unter den akademisch herausragenden katholischen Theologen der Zeitgeschichte. Insbesondere seine Kritik am Dogma der päpstlichen Unfehlbarkeit führte ein Jahr nach der Veröffentlichung seines vielbeachteten Buches Existiert Gott? Antwort auf die Gottesfrage der Neuzeit aufgrund eines von Papst Johannes Paul II. gebilligten Erlasses der Glaubenskongregation im Jahr 1979 zum Entzug seiner kirchlichen Lehrbefugnis für die römisch-katholische Glaubenslehre durch die Deutsche Bischofskonferenz.

## Leben und Wirken

### Studium und Promotion
Hans Küng wurde in Sursee als Sohn eines Schuhhändlers geboren. Von 1935 bis 1948 besuchte er Schulen in Sursee und Luzern, die Matura erwarb er 1948 in Luzern. Dann studierte er von 1948 bis 1951 Philosophie und von 1951 bis 1955 Theologie an der Päpstlichen Universität Gregoriana in Rom. Dort wurde er Mitglied der katholischen Studentenverbindung «AV Helvetia Romana Rom» im SchwStV. Während des Studiums nahm er unter anderem «brennend interessiert an einem Seminar über das Heil der Nicht-Christen, der ‹Infideles›, der ‹Ungläubigen› teil». Küng übte im Pontificium Collegium Germanicum sieben Jahre lang jeden Morgen noch vor dem Frühstück und der Eucharistiefeier eine halbe Stunde Kontemplation, die am Vorabend durch sogenannte «Betrachtungspuncta» vorbereitet wurde. Jedes Jahr wurden ausserdem drei- oder achttägige Exercitia spiritualia in völligem Stillschweigen verbracht. Dabei ging es weder um das Achten auf den eigenen Atem noch um ein Nicht-Denken, sondern um das Betrachten von Bibelszenen, Bibelworten oder um allgemeine Gedanken zu einem religiösen Fest oder besonderen Ereignis.

«In meinen sieben römischen Jahren wurde das Gebet sehr kultiviert und zugleich vermehrt. Ich habe alles mit vollem Ernst mitgemacht, Tag für Tag, von der ‚stillen Messe‘ über das lateinische Choralamt und die deutsche Bet-Sing-Messe bis zu den Pontifikalämtern von Bischöfen und der bombastischen Papstmesse im Petersdom. Neben der täglichen Eucharistiefeier waren im Pontificium Collegium Germanicum Pflicht: in der Kapelle das gemeinsame stille Morgen- und Abendgebet und die ‹Adoratio› (Anbetung) nach dem Mittag- und Abendessen, die schon im Refektorium mit dem Tischgebet eröffnet und abgeschlossen worden waren. Vor dem Abendessen die Litanei, manchmal kam auch noch die gesungene Vesper oder Komplet hinzu. Wahrhaftig, das Gebet kam neben dem Studium nicht zu kurz; es hätte auch vor jeder kontemplativen Ordensgemeinschaft gut bestehen können.»

Küng wurde im Rahmen seines Studiums auch in die höheren Formen des Gebets eingeführt. Er habe eifrig danach gestrebt, diese höheren Stufen und das «einfache Gebet» zu erreichen. Ein paar Mal sei es ihm geschenkt worden, auch emotional «ganz von der Gegenwart Gottes und innerer Freude erfüllt» zu sein. Es bedürfe für diese höheren Stufen des Gebets aber einer besonderen religiösen Begabung, die er nur bedingt besitze.

«Ja, uns hat man bisweilen mit hohen mystisch-spirituellen Idealen Schuldgefühle eingeimpft und uns das Beten erschwert und manchmal vergrault, weil man diese höchsten Stufen doch nicht erreichen konnte.»

Neben seinen Abschlüssen lic. phil. und lic. theol. wurde Küng auch zum katholischen Priester geweiht. Er beschäftigte sich damals über mehrere Jahre hinweg intensiv mit der mehrbändigen Kirchlichen Dogmatik Karl Barths. Von 1955 bis 1957 folgten Studien an der Sorbonne und dem Institut Catholique in Paris. Dort wurde er mit der Dissertation zum Thema «Rechtfertigung. Die Lehre Karl Barths und eine katholische Besinnung» promoviert. Karl Barth schrieb einen zustimmenden Geleitbrief. Mit diesem Werk versuchte Küng, die Differenzen zwischen Protestanten und Katholiken in der Frage der Rechtfertigung des Sünders zu überwinden. Er wurde damit zu einem der Vorbereiter der gemeinsamen Erklärung zur Rechtfertigungslehre von kirchenoffizieller Seite im Jahre 1999. Es folgten weitere Studien in Amsterdam, Berlin, Madrid und London. Unmittelbar nach seiner Promotion begann Küng, sich intensiv mit Georg Wilhelm Friedrich Hegel zu befassen.

### Priester und Professor
Nach Abschlüssen zum lic. phil. und lic. theol. wurde Küng am 10. Oktober 1954 zum Diözesanpriester für das Bistum Basel geweiht. Er widmete sich an der Hofkirche Luzern von 1957 bis 1959 der praktischen Seelsorge. Als Wissenschaftlicher Assistent arbeitete er von 1959 bis 1960 an der Katholisch-theologischen Fakultät der Westfälischen Wilhelms-Universität Münster. 1960 folgte ein Ruf als Professor für Fundamentaltheologie an die Katholisch-Theologische Fakultät der Eberhard Karls Universität Tübingen als Nachfolger von Heinrich Fries. Küng war damals erst 32 Jahre alt und nicht habilitiert. Er entwickelte ein Reformprogramm, das die Abschaffung des Zölibats, die Gleichberechtigung der Frau und eine weit reichende Ökumene zum Ziel hatte. Mit seinem Buch Konzil und Wiedervereinigung von 1960 beeinflusste er die ökumenische Diskussion. 1962 bis 1965 war er als «Peritus» einer der von Papst Johannes XXIII. berufenen Konzilstheologen des Zweiten Vatikanischen Konzils – und zwar für den damaligen Bischof von Rottenburg, Carl Joseph Leiprecht. Gemeinsam mit Joseph Ratzinger wurde er als «Teenager-Theologe» des Konzils bezeichnet. Wichtige Themen des Konzils, für die sich Küng neben anderen erfolgreich einsetzte, waren die Aufwertung der Bibel, eine liturgische Volkssprache, der Laienkelch, das Eucharistieverständnis und eine charismatische Amtsstruktur. Keine Änderungen konnten dagegen bei Themen wie Empfängnisverhütung, Priesterzölibat, Ehescheidung, gemeinsamen Abendmahlsfeiern und der Reform des Papsttums erreicht werden, die teilweise nicht einmal zur Diskussion gestellt werden konnten. Wegen seines starken Drangs in die Öffentlichkeit rieten ihm Kardinal Alfredo Ottaviani und Papst Paul VI. 1965 in persönlichen Gesprächen zu mehr Geduld und Zurückhaltung; in einer denkwürdigen Privataudienz erwartete der Papst von ihm sogar ein gewisses Maß an Anpassung.
Küng war von 1963 bis 1980 Professor für Dogmatik und Ökumenische Theologie und Direktor des Instituts für Ökumenische Forschung der Universität Tübingen. Zu seinen Habilitanden gehörte neben anderen 1964 Walter Kasper, der Wissenschaftlicher Assistent bei Leo Scheffczyk und Küng war. Auf Anregung Küngs wechselte Joseph Ratzinger, der spätere Papst Benedikt XVI., im Jahr 1966 von der Westfälischen Wilhelms-Universität Münster auf den Lehrstuhl für Katholische Dogmatik in Tübingen. Zwischen beiden kam es zum Bruch, als Ratzinger in der Auseinandersetzung mit der 68er-Bewegung konservativere Positionen vertrat und 1969 den Ruf an die Fakultät für Katholische Theologie Regensburg annahm, während Küng sich als Kritiker des «römischen Systems» profilierte. Anfang der 1970er Jahre regte er ein ausführliches Memorandum der Arbeitsgemeinschaft ökumenischer Universitätsinstitute über die «Reform und Anerkennung kirchlicher Ämter» an, das als Grundlage für eine Abendmahlsgemeinschaft dienen sollte und 1973 veröffentlicht wurde. Neben seiner Lehrtätigkeit in Tübingen nahm Küng zahlreiche Gastprofessuren wahr: 1968 am Union Theological Seminary in New York City, 1969 an der Theologischen Fakultät der Universität Basel, 1981 an der University of Chicago Divinity School, 1983 an der University of Michigan, 1985 an der University of Toronto sowie 1987 und 1989 an der Rice University in Houston, Texas.

### Entzug der Lehrerlaubnis
Bereits in seiner Dissertation hatte Küng theologische Differenzen zwischen Protestanten und Katholiken wie zum Beispiel zur Rechtfertigungslehre niedrig eingeschätzt. Besonders in den Büchern Die Kirche (1967) und Unfehlbar? – Eine Anfrage (1970) kritisierte Küng zentrale Strukturelemente der Kirche und der dogmatischen Lehre über die Kirche (Ekklesiologie). Schon nach seinem Erstlingswerk «Rechtfertigung» wurde über Küng in Rom eine Akte angelegt mit der Nummer 399/57i: der Buchstabe «i» steht für «Inquisition», und «57» bezeichnet das Jahr, in dem die Akte angelegt wurde; diese Nummer sollte Hans Küng sein Leben lang behalten. Im Mai 1968 wurde er von der vatikanischen Glaubenskongregation zu Gesprächen über Die Kirche eingeladen. Es kam aber kein Gespräch zustande. Küng wurde zu einer schriftlichen Stellungnahme aufgefordert, die nicht erfolgte. Im Juli 1971 wurde ein Lehrverfahren wegen Unfehlbar? – Eine Anfrage eröffnet. Küng erhielt eine Fragenliste, die er nicht beantwortete. Wiederholt erklärte er sich zu einem Gespräch bereit, bestand aber auf Gesprächsbedingungen, die ihm nie zugestanden wurden. Dazu gehörten: Einsicht in die Akten, Kontakt mit dem (einseitig von Rom bestimmten) Rechtsbeistand, klare Abgrenzungen der Kompetenzen, Möglichkeiten einer Appellation sowie die Festlegung von Fristen für beide Seiten. Unabhängig davon führte Küng mit Bischöfen, dem Präfekten und dem Sekretär der Glaubenskongregation Gespräche und wiederholte seine Forderungen nach fairen Verfahrensbedingungen mehrfach.
1973 erliess die Glaubenskongregation eine allgemein gehaltene Erklärung über die Kirche «gegen einige heutige Irrtümer». Es kam weiter kein offizielles Gespräch zustande. 1975 wurde Küng durch die Glaubenskongregation unter Auflagen gerügt. Mit der erteilten Erklärung und Rüge bezüglich falscher Glaubenslehre in drei Punkten wurden die beiden seit fünf bzw. sieben Jahren laufenden Verfahren eingestellt. Weder wurde ein Widerruf verlangt noch erfolgte ein Entzug der Lehrerlaubnis, was ungewöhnlich war.
1977 veröffentlichte die Deutsche Bischofskonferenz unter dem Einfluss ihres damaligen, kurz vorher verstorbenen Vorsitzenden Kardinal Julius Döpfner zwei Erklärungen, die eine «theologische Methode» Küngs diagnostizierten, die wegen «Loslösung […] von der vorgegebenen Glaubensüberlieferung der Kirche» und «eigenwillige[r] Auswahl aus der Hl. Schrift» zu einer «unzulängliche[n] Verengung» und «Verkürzung des Glaubensinhaltes» führe. Dadurch würden theologische Wahrheiten «unzureichend dargestellt», was in Küngs Buch «Christ sein» (1974) «besonders die Christologie, die Trinitätslehre, die Theologie der Kirche und der Sakramente, die heilsgeschichtliche Stellung Marias» betreffe. Zu den zahlreichen weiteren Publikationen Küngs gehört in diesem Zusammenhang auch Kirche – gehalten in der Wahrheit? (1979). Am 15. Dezember 1979 stellte ein von Papst Johannes Paul II. gebilligter Erlass der Glaubenskongregation gravierende Abweichungen Küngs von der katholischen Lehre fest, was einen Verbleib im theologischen Lehramt unmöglich machte.
Die Deutsche Bischofskonferenz entzog Küng im Dezember 1979 die kirchliche Lehrerlaubnis (Missio canonica). Küng selbst sah darin vor allem eine Reaktion auf seine Kritik am Dogma der Unfehlbarkeit. Diese Zeit beschrieb er als die vier schlimmsten Monate seines Lebens:

«Ja, ein Blick zurück im Zorn könnte es sehr wohl werden, […] wenn ich zurückdenke an die psychische und physische Erschöpfung nach einem Kampf auf theologischer, kirchenrechtlicher, staatsrechtlicher, publizistischer und politischer Ebene, in Fakultät und Universität, Wissenschaftsministerium und Landesparlament; auf der anderen Seite Bischof, Bischofskonferenz, Nuntius und letztlich bestimmend Papst und Kurie. Wahrhaftig: vom 18. Dezember 1979 bis zum 10. April 1980 die vier schlimmsten Monate meines Lebens, die ich auch meinen erbittertsten Gegnern nicht wünschen kann.»

Ab 1980 wurde Küng ein fakultätsunabhängiger Professor für Ökumenische Theologie und Direktor des Instituts für ökumenische Forschung der Universität Tübingen. Von 1982 bis 1983 war Küng ausserdem Präsident der Edinburgh University Theological Society. In den 1980er Jahren bemühte er sich darum, die Theorie des Paradigmenwechsels, wie sie Thomas S. Kuhn in seinem wissenschaftstheoretischen Werk über die Struktur der naturwissenschaftlichen Revolutionen entwickelt hatte, auf die Religionsgeschichte anzuwenden. Gemeinsam mit seinem Freund Walter Jens hielt er Studium-generale-Vorlesungen über die grossen Gestalten der Weltliteratur von Blaise Pascal und Gotthold Ephraim Lessing bis Thomas Mann, Hermann Hesse und Heinrich Böll, die auch im Rundfunk übertragen wurden.
Durch zwei Briefe von Papst Franziskus sah er sich informell rehabilitiert.

### Stiftung Weltethos
Im Februar 1989 legte Küng das Basispapier für ein Symposium an der UNESCO zum Thema «Kein Weltfriede ohne Religionsfriede» vor. Mitten während des Umbruchs in Osteuropa sprach er 1990 auf dem World Economic Forum in Davos zur Frage «Warum brauchen wir globale ethische Standards, um zu überleben?». Im selben Jahr erschien das Buch Projekt Weltethos. Küng war Initiator und von 1995 bis 2013 Präsident der Stiftung Weltethos mit Sitz in Tübingen. 1993 hatte das Parlament der Weltreligionen eine «Erklärung zum Weltethos» in Chicago verabschiedet, dessen Entwurf unter Federführung von Hans Küng im Institut für ökumenische Forschung der Universität Tübingen entstand. Mit dieser Erklärung verständigten sich erstmals Vertreter aller Religionen über Prinzipien eines Weltethos. Vier Jahre später folgte der Entwurf für eine «Allgemeine Erklärung der Menschenpflichten» des InterAction Council, ein Gremium früherer Staats- und Regierungschefs unter dem Vorsitz des früheren deutschen Bundeskanzlers Helmut Schmidt. Bis zu seiner Emeritierung 1996 blieb Küng als Direktor des Instituts für Ökumenische Forschung Professor an der Eberhard Karls Universität Tübingen. Trotz Missio-Entzug blieb Hans Küng engagiertes Mitglied der katholischen Kirche und römisch-katholischer Priester.

### Medien und Politik

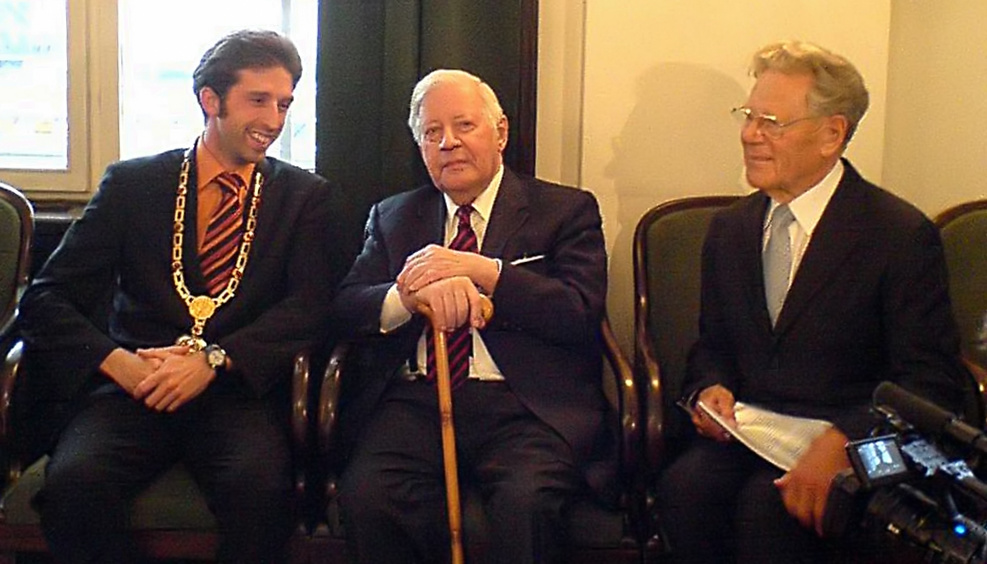
Hans Küng (rechts) mit Altbundeskanzler Helmut Schmidt (Mitte) und dem Tübinger Oberbürgermeister Boris Palmer am 8. Mai 2007 in Tübingen anlässlich der von Küng veranstalteten jährlichen Treffen und 2007 von Schmidt gehaltenen «Weltethos»-Rede

1999 wurde über die Weltreligionen die siebenteilige Fernsehdokumentation «Hans Küng: Spurensuche. Die Weltreligionen auf dem Weg» ausgestrahlt, zuerst von 3sat und anschliessend von den Dritten Programmen des deutschen Fernsehens. Den Bundespräsidenten Johannes Rau begleitete Küng als Sondergast auf dessen Israelreise im Februar 2000, als zum ersten Mal ein deutsches Staatsoberhaupt zu den Abgeordneten der Knesset sprach. Ebenfalls seit dem Jahr 2000 lud Küng gemeinsam für seine Stiftung Weltethos und die Universität Tübingen bedeutende Persönlichkeiten dazu ein, in Tübingen eine medienwirksame «Weltethos-Rede» zu halten. Zu den Gastrednern zählten beispielsweise Tony Blair, Kofi Annan, Horst Köhler, Helmut Schmidt und Desmond Tutu.

### Vor der UN-Vollversammlung
Küng gehörte einer zwanzigköpfigen Group of Eminent Persons an, die vom damaligen Generalsekretär der Vereinten Nationen Kofi Annan dazu berufen worden war, einen Bericht zum Dialog der Kulturen auszuarbeiten. Er trägt den Titel Crossing the Divide und wurde am 9. November 2001 vorgestellt. Aus diesem Anlass sprach Küng in New York vor der Vollversammlung der Vereinten Nationen:

«Die Globalisierung braucht ein globales Ethos, nicht als zusätzliche Last, sondern als Grundlage und Hilfe für die Menschen, für die Zivilgesellschaft. Einige Politologen sagen für das 21. Jahrhundert einen ‹Zusammenprall der Kulturen› voraus. Dagegen setzen wir unsere anders geartete Zukunftsvision; nicht einfach ein optimistisches Ideal, sondern eine realistische Hoffnungsvision: Die Religionen und Kulturen der Welt, im Zusammenspiel mit allen Menschen guten Willens, können einen solchen Zusammenprall vermeiden helfen, vorausgesetzt, sie verwirklichen die folgenden Einsichten: Kein Friede unter den Nationen ohne Frieden unter den Religionen. Kein Friede unter den Religionen ohne Dialog zwischen den Religionen. Kein Dialog zwischen den Religionen ohne globale ethische Standards. Kein Überleben unseres Globus in Frieden und Gerechtigkeit ohne ein neues Paradigma internationaler Beziehungen auf der Grundlage globaler ethischer Standards.»

### Papstaudienz und «Sternstunden»
Am 24. September 2005 wurde Hans Küng von Papst Benedikt XVI. zu einer vierstündigen Privataudienz in Castel Gandolfo empfangen. Auf einen Disput über die strittigen Lehrfragen wurde dabei verzichtet, das Gespräch beschränkte sich auf die Frage des Weltethos und das Verhältnis von Naturwissenschaften und christlichem Glauben. 2007 moderierte Küng für das deutschsprachige Schweizer Fernsehen mehrere Folgen der Sendung «Sternstunde Religion». Seine Gäste waren neben anderen der ehemalige Generalsekretär der Vereinten Nationen Kofi Annan, Novartis-Chef Daniel Vasella und der Trainer der Schweizer Fussballnationalmannschaft Köbi Kuhn. Küng schrieb regelmässig für überregionale Tageszeitungen und kommentierte in Interviews das aktuelle kirchenpolitische Geschehen.

### Der Fall Williamson
In der französischen Tageszeitung Le Monde übte Küng 2009 heftige Kritik an der Entscheidung des Papstes, die Exkommunikation des britischen Bischofs und Holocaust-Leugners Richard Williamson aufzuheben: Auch wenn der Papst von der Holocaust-Leugnung selbst nichts gewusst habe und sicher auch nicht antisemitisch eingestellt sei, so wisse doch jeder, dass die vier betroffenen Bischöfe antisemitisch eingestellt seien. Der Papst sei im Vatikan eingeschlossen und vor Kritikern geschützt, der Vatikan sei insofern mit dem Kreml vergleichbar. Die katholische Kirche drohe zu einer Sekte zu werden. Die Aufhebung der Exkommunikation sei ein Regierungsfehler. Das grundlegende Problem liege in einer mangelnden Auseinandersetzung der Traditionalisten mit dem Zweiten Vatikanischen Konzil sowie in der Verweigerung einer neuen Beziehung zum Judentum. Dagegen bezeichnete der frühere Kardinalstaatssekretär und Dekan des Kardinalskollegiums Angelo Sodano in einem Gespräch mit Radio Vatikan die «bittere Kritik» Küngs als «undifferenzierte Worte», die nicht zur Einheit der Kirche beitrügen.

### Nachfolgeregelung
Auf Betreiben Küngs errichtete im Jahr 2011 die Stiftung Weltethos ein Weltethos-Institut (Global Ethic Institute) an der Universität Tübingen. Stifterin des Weltethos-Instituts ist die «Karl Schlecht Gemeinnützige Stiftung». Das Institut verfügt über einen jährlichen Etat von 1 Mio. Euro. Nach der Satzung widmet es sich der «Grundlagenforschung und Lehre zur wissenschaftlichen Fundierung der Idee eines Weltethos in der Gesellschaft und globalen Wirtschaft im Sinne der Förderung eines Dialogs der Religionen und Kulturen». Erster Inhaber der Professur für Globales Wirtschaftsethos (Global Business Ethic) und Direktor des Instituts wurde Claus Dierksmeier. Mit dessen Tübinger Weltethos-Rede im April 2012 wurde das Institut eröffnet. Als Präsident der Stiftung Weltethos trat der Präsident des Staatsgerichtshofs des Landes Baden-Württemberg, Eberhard Stilz, im März 2013 die Nachfolge Küngs an. Der zunächst vorgesehene frühere Bundespräsident Horst Köhler hatte aus persönlichen Gründen abgesagt. 2022 wurde die Präsidentschaft von Bernd Engler übernommen, dem langjährigen Rektor der Universität Tübingen.

### Privatleben
Über viele Jahre hinweg war die Witwe Marianne Saur (1924–2018) Küngs Lebenspartnerin. 1978 bauten sie gemeinsam ein Haus in Tübingen (Waldhäuser Straße 23) und lebten dort bis zu Saurs Tod in getrennten Wohnungen. Inge Jens erzählte, dass ihr Mann Walter Jens die Treppe zwischen den beiden Wohnungen „die zölibatäre Treppe“ genannt habe. Das Ehepaar Jens war mit Küng nah befreundet.

## Werke

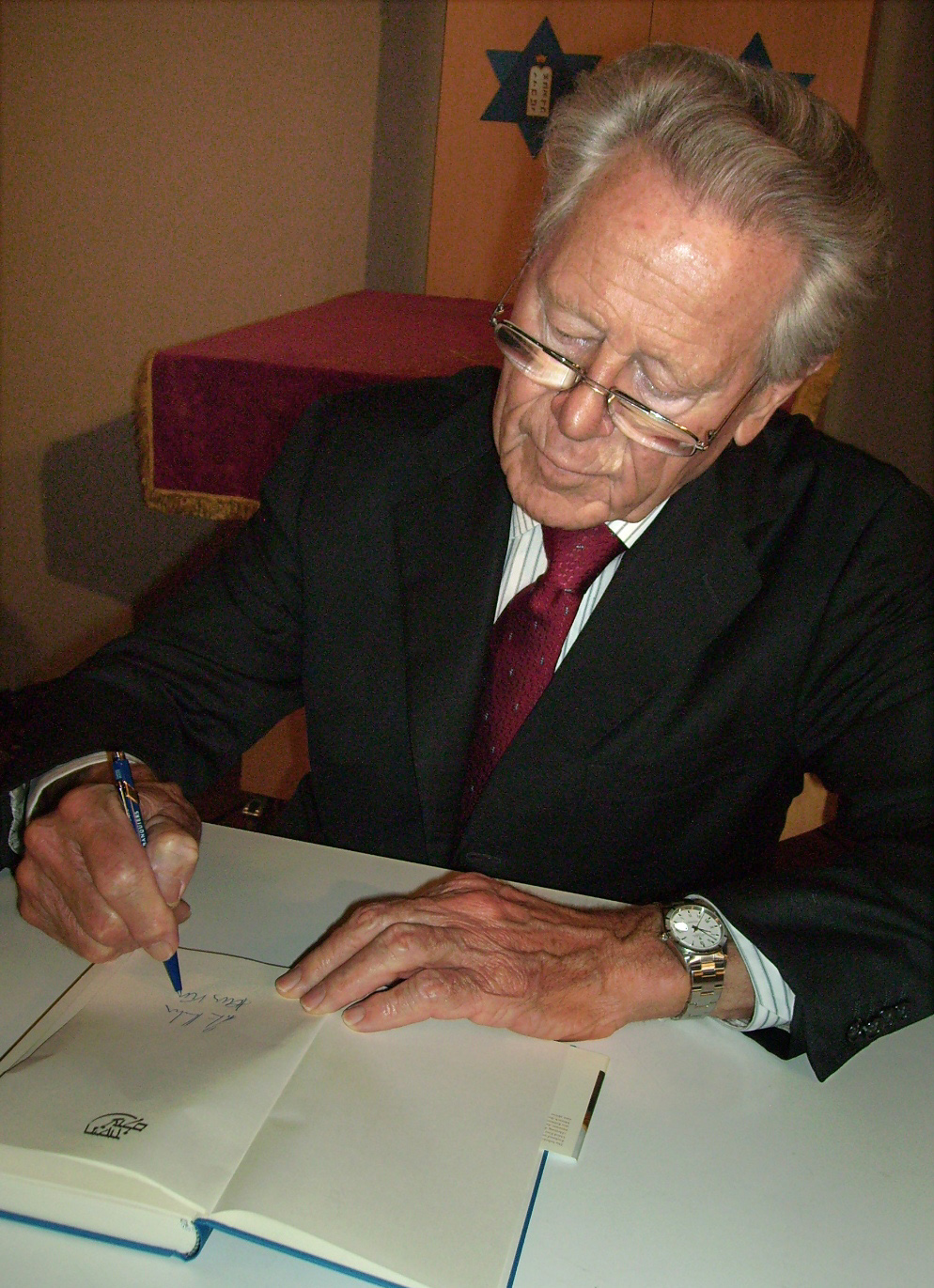
Küng signiert sein Buch Weltethos aus den Quellen des Judentums (2009)

Küng setzte sich vor allem mit der Ökumene auseinander, das heisst mit den Beziehungen der christlichen Konfessionen und später auch mit den Beziehungen der Weltreligionen zueinander. In der Konsequenz engagiert er sich für ein gemeinsames Weltethos.

### Kirche und Christsein
In den 1960er Jahren widmete sich Küng in mehreren Büchern dem Thema Kirche und Konzil. In seinem Werk Die Kirche (1967) ging es Küng darum, die Ökumene mit eigenen Ideen voranzubringen. Aber erst mit seinem aufsehenerregenden Buch Unfehlbar? (1970) wurde er einer breiten Öffentlichkeit bekannt. In den 1970er-Jahren versuchte er mit seinen nächsten Hauptwerken den christlichen Glauben (Christ sein, 1974) und den Gottesglauben allgemein (Existiert Gott?, 1978) zu erklären. Dabei setzte er sich mit den modernen Religionskritikern Karl Marx, Ludwig Feuerbach, Friedrich Nietzsche und Sigmund Freud auseinander.

### Weltreligionen und Weltethos
Später beschäftigte sich Küng intensiv mit den Weltreligionen (Christentum und Weltreligionen, 1984) und entwickelt aus dieser Auseinandersetzung das Projekt Weltethos (Projekt Weltethos, 1990).
Danach können die Religionen nur dann einen Beitrag zum Weltfrieden leisten, wenn es ihnen gelingt, einen Grundkonsens an Werten, Normen und Grundhaltungen zu finden. Zahlreiche Bücher befassen sich mit der historischen Entwicklung des Christentums und der Weltreligionen. Küng stützt sich in seiner Analyse der Geschichte der drei abrahamitischen Weltreligionen auf die Paradigmentheorie von Thomas S. Kuhn und überträgt so eine naturwissenschaftliche Erkenntnistheorie auf ein Schema für den geisteswissenschaftlichen Bereich. Nach Kuhn ist ein Paradigma eine ganze Konstellation von Überzeugungen, Werten, Verfahrensweisen usw., die von den Mitgliedern einer gegebenen Gemeinschaft geteilt werden. Küng hat diesen Paradigmenbegriff aufgegriffen und gezeigt, dass Religionsgeschichte als Abfolge von Paradigmenwechseln erklärt werden kann. So haben für ihn sieben Theologen die Entwicklung des christlichen Abendlands massgeblich weiterentwickelt: Paulus, Origenes, Augustinus, Thomas von Aquin, Martin Luther, Friedrich Schleiermacher und Karl Barth (Große christliche Denker, 1994). Darauf aufbauend entwickelt er die Paradigmentheorie weiter in seinem Hauptwerk Das Christentum – Wesen und Geschichte (1994). Weitere Analysen liegen, unter Mithilfe von Fachautoren, für die beiden anderen abrahamitischen Weltreligionen vor: Das Judentum. Wesen und Geschichte (1991) und Der Islam. Geschichte, Gegenwart, Zukunft (2004). Gemeinsam mit dem Rabbiner Walter Homolka verfasste Küng Weltethos aus den Quellen des Judentums (2008): Gerechtigkeit sei der richtige Umgang der Menschen miteinander. Das Judentum habe das ethische Zusammenleben der Menschen zu einer religiösen Kernfrage gemacht.

### Weitere Themen
Im Jahre 1992 beteiligte sich Küng mit seiner Broschüre «Die Schweiz ohne Orientierung?, Europäische Perspektiven» am Abstimmungs-Kampf zugunsten eines Beitritts der Schweiz zum EWR.
Sein Werk Der Anfang aller Dinge. Naturwissenschaft und Religion (2005) enthält fünf Vorlesungen des Studium generale der Universität Tübingen. Küng befasst sich darin mit der Frage, wie sich die modernen Naturwissenschaften die Entstehung des Weltalls, der Erde und der Menschheit erklären und wie die Religion – vor allem die christliche Theologie – dieser Herausforderung glaubwürdig begegnen kann.
Zusammen mit dem Altphilologen Walter Jens, dem Strafrechtler Albin Eser und dem Kinderarzt Dietrich Niethammer veröffentlichte er 1995 mit Menschenwürdig sterben. Ein Plädoyer für Selbstverantwortung ein Werk zum Thema Sterbehilfe, in dem er sich für einen verantworteten Umgang mit dem eigenen Sterben und Tod aussprach. Küng hatte in den Fünfzigerjahren seinen Bruder Georg verloren, der qualvoll an einem Hirntumor zugrunde ging. «Ein halbes Jahr lang Schmerzen und Keuchen», erzählte Küng später in einem Interview.
Unter den Titeln Erkämpfte Freiheit (2002, Geburt bis Zweites Vatikanisches Konzil), Umstrittene Wahrheit (2007, Ende des Konzils bis Entzug der Lehrerlaubnis) und Erlebte Menschlichkeit (2013, 1980 bis 2013) legte Küng seine umfangreiche Autobiographie vor.
Viele Werke Küngs wurden in fremde Sprachen übersetzt.

### Gesamtausgabe
Seit März 2015 erscheint im Herder Verlag, Freiburg im Breisgau, eine auf 24 Bände angelegte Gesamtausgabe der Werke von Hans Küng. Diese sind nach inhaltlichen Gesichtspunkten zusammengefasst und jeweils mit einer kontextuellen Einführung des Autors versehen. Ältere Texte werden aus seiner heutigen Sicht neu bewertet.

## Theologische Positionen
Küng hat sein theologisches Werk der Ökumene gewidmet. Er war um Ausgleich zwischen verschiedenen Positionen bemüht. Über die strenge Hierarchie der römisch-katholischen Kirche und deren von ihm als autoritär empfundene Haltung äussert er sich kritisch.

### Christlicher Glaube
In den 1970er Jahren konnte man aus seinem umfangreichen Hauptwerk wie Christ sein (1974), Existiert Gott? (1978) und Ewiges Leben? (1982) seine Positionen kennenlernen. Manche Leser neigten zu einer eher traditionsnahen Interpretation, andere kritisierten die Küng’schen Ansätze zu einer modernen Christologie als schwer defizitär. Anfang der 1990er Jahre stellte Küng seine Auffassungen zum Christentum in seinem Buch Credo zusammen, das auch unter dem Titel Eine Einführung in den christlichen Glauben erschienen ist. Küng möchte die Geschichte der Aufklärung der Menschheit ernst nehmen. Deshalb sei jedes künftige Gottesverständnis vor folgendem Horizont zu sehen:
- Keine naiv-anthropologische Vorstellung: Gott als ein im wörtlichen oder räumlichen Sinn «über» der Welt wohnendes «höchstes Wesen».
- Keine aufgeklärt-deistische Vorstellung: Gott als ein im geistigen oder metaphysischen Sinn «ausserhalb» der Welt in einem ausserweltlichen Jenseits wesendes, verobjektiviertes, verdinglichtes Gegenüber.
- Sondern ein einheitliches Wirklichkeitsverständnis: Gott in dieser Welt und diese Welt in Gott. Gott nicht nur als Teil der Wirklichkeit ein (höchstes) Endliches neben Endlichem. Sondern das Unendliche im Endlichen, das Absolute im Relativen. Gott als die diesseitig-jenseitige, transzendent-immanente wirklichste Wirklichkeit im Herzen der Dinge, im Menschen und in der Menschheitsgeschichte.
- Gott ist der nahe-ferne, weltlich-unweltliche Gott, der gerade als der Tragende, Haltende, Geleitende uns in allem Leben und Bewegen, Scheitern und Fallen schon immer gegenwärtig ist und uns umfängt.[32]
- Gott ist durch keinen Begriff zu begreifen, durch keine Aussage voll auszusagen, durch keine Definition zu definieren. Er ist der Unbegreifliche, Unaussagbare, Undefinierbare.[33]

Küng hat die Gemeinsamkeiten zwischen den christlichen Konfessionen herausgearbeitet und versucht, Differenzen anzunähern. Dies gilt insbesondere für den Streit um die Rechtfertigung des Menschen vor Gott. Insgesamt steht Küng einer aus dem Hegelianismus hergeleiteten Konzeption nahe, so auch in seiner unvollendeten, später veröffentlichten Habilitationsschrift.

### Theologie und Kirche
Die christlichen Kirchen verspielen nach Küng in der heutigen Zeit zunehmend ihre Glaubwürdigkeit dadurch, dass sie an Teilen des mittelalterlichen Weltbildes festhalten. Er versucht mit Existiert Gott? (1978) zu zeigen, wie die Theologie in der Auseinandersetzung mit der Aufklärung, der Religionskritik und dem Atheismus bestehen könne. In der christlichen Theologie seien die philosophischen Erkenntnisse der Aufklärung anzuerkennen und umzusetzen. Dies gelte auch für die historisch-kritische Methode der Bibelforschung und die Fortschritte in den Naturwissenschaften (Der Anfang aller Dinge, 2005). Küng billigt dem Christentum einen relativen Vorrang vor anderen Religionen und Weltanschauungen zu, steht Lehrmeinungen der römisch-katholischen Kirche aber kritisch gegenüber und hinterfragt diese:
- die Unfehlbarkeit des Papstes,
- die Unsittlichkeit der künstlichen Empfängnisverhütung,
- das strikte Verbot der Abtreibung,
- die Unmöglichkeit der Frauenordination,
- die Ungültigkeit der anglikanischen Weihen,
- das Festhalten an der Zölibatsverpflichtung für Kleriker der katholischen Kirche.
- die Priesterkleidung.

Küng steht dem bundesdeutschen und schweizerischen Staatskirchenrecht positiv gegenüber, weil er den privaten Religionsvollzug im Rahmen politischer Garantien für gut aufgehoben hält.

### Religionsfrieden und Weltethos

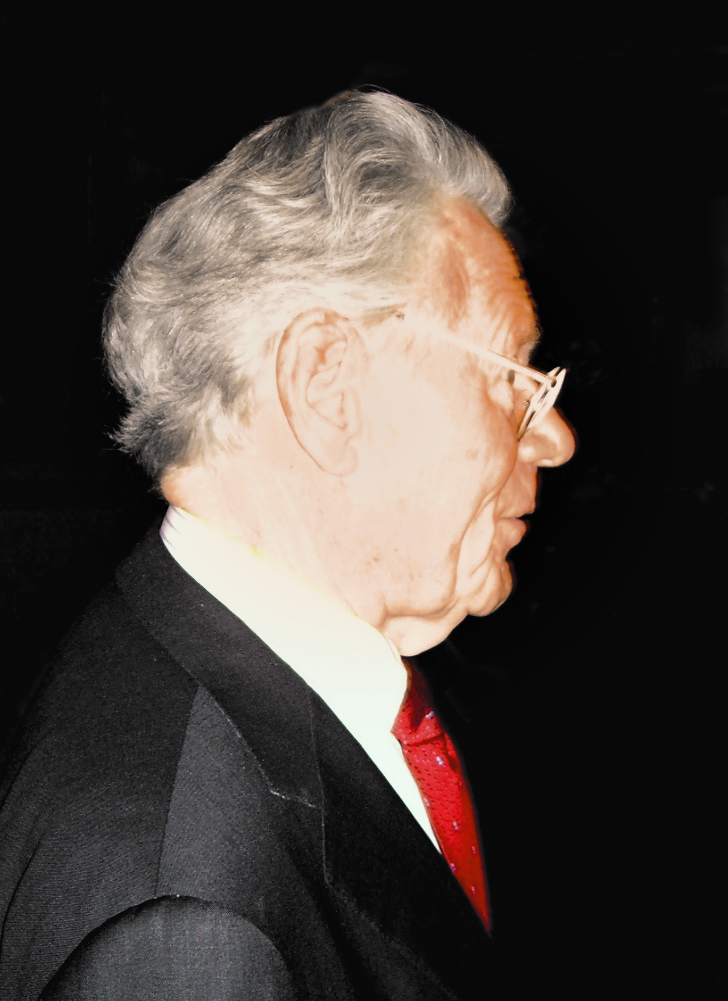
Küng in der Hechinger Synagoge (2009)

Diese zivilkonfessionelle Konzeption vertritt Küng auch in dem von ihm unterstützten interreligiösen Dialog. Dabei unterscheidet er drei grosse religiöse «Stromsysteme»:
- die nahöstlich prophetischen Religionen: Judentum, Christentum und Islam;
- die indisch-mystischen Religionen: Hinduismus und Buddhismus;
- die fernöstlich-weisheitlichen Religionen: Konfuzianismus und Daoismus.

Zur Erhaltung des Weltfriedens war für Küng ein Religionsfrieden Voraussetzung. Deshalb betont er, dass die verschiedenen Weltreligionen in den zentralen Grundfragen – wie etwa bei den Zehn Geboten – tatsächlich eine ähnliche Ethik haben. Er entwickelte das Projekt Weltethos, weil nur in der Bewusstheit gemeinsamer Werte die verschiedenen Religionen dauerhaft in Frieden miteinander leben können. Weltethos ist dabei keine Ersatzreligion, sondern ein Grundkonsens über verbindliche Werte, Massstäbe und Regeln des menschlichen Verhaltens.
Jeder einzelne Partner im interreligiösen Dialog ist seiner eigenen Tradition verpflichtet. Dieser individuelle Standpunkt müsse aber im Prozess des Dialogs zugleich für eine Umformung offen sein. Dabei unterscheidet Küng zwischen einer gläubigen Innenperspektive und einer religionswissenschaftlichen Aussenperspektive: Von innen her gebe es für ihn als den betroffenen Menschen nur die eine wahre Religion, nämlich das Christentum. Von aussen betrachtet gebe es verschiedene Heilswege mit verschiedenen Heilsgestalten zum einen Ziel; damit gebe es aber zugleich in der Aussenperspektive verschiedene wahre Religionen. Mit einer Religion, die auf ihrem eigenen absoluten Wahrheitskriterium beharre, sei ein echter Dialog von vornherein aussichtslos. Die Führer aller Religionen müssten sich bekennen zu ihrer Mitverantwortung für den Weltfrieden, Nächstenliebe, Gewaltlosigkeit, Versöhnung und Vergebung.

## Kritik

### Infragestellung von Glaubenssätzen
Walter Kasper, der im Jahr 1979 für die Entziehung von Küngs Lehrbefugnis in Tübingen stimmte, bemerkte damals, dass Küng die päpstliche Unfehlbarkeit ablehne, ebenso die Verbindlichkeit von Lehraussagen, die an ökumenischen Konzilien beschlossen wurden, sowie die Irrtumslosigkeit feststehender Dogmen. Er leugne die Wesensgleichheit Jesu Christi mit Gottvater und die Präexistenz des Sohnes. Damit sei ein Glaube an den dreifaltigen Gott nicht mehr möglich: «Fazit von Kasper war damals: ‹Hier steht der zentrale Inhalt des christlichen Credo … in Frage.›» Nach dem Tod Küngs äusserte Kasper, Küng sei «in der Tiefe seines Herzens immer ein Mann der Kirche und in der Kirche geblieben».

### Zirkelschlüsse
Der Soziologe Hans Albert sieht die von Küng vertretene Auffassung Gottes im Dienste menschlicher Bedürfnisbefriedigung kritisch. Küngs These, dass christlicher Gottesglaube rational vertretbar sei, beruhe auf schwerwiegenden Denkfehlern. Die küngschen Gedankengänge seien typisch für theologisches Denken überhaupt und offenbarten das «Elend der Theologie»:

«Die Theologie ist in ihrem Denken mehr als je zuvor durch das Vorurteil für bestimmte Glaubensbestände geprägt. Sie ist gewissermaßen der professionalisierte und institutionalisierte Mißbrauch der Vernunft im Dienst des Glaubens, soweit dogmatische Fragen in Betracht kommen.»

Als Vertreter des kritischen Rationalismus geht Albert davon aus, dass grundsätzlich alle menschliche Vernunft fehlbar sei. Es gebe keinen archimedischen Punkt, dessen Wahrheit gewiss sei. Als einzige Alternative für das Grundvertrauen, nämlich den Weg zu und mit Gott, nenne Küng ein Grundmisstrauen, das mit dem Nihilismus gleichzusetzen sei. Dies sei ein typisches Muster der Argumentationstechnik Küngs: die Erpressung mit der einzigen Alternative. Soweit Küng Gott als die «diesseitig-jenseitige, transzendent-immanente, wirklichste Wirklichkeit im Herzen der Dinge», als den Welttragenden, Welthaltenden und Weltgeleitenden sowie als Ursprung, Ursinn und Urwert bezeichne, sei dies ein Zirkelschluss: das sich selbst begründende Wesen, die causa sui.

### Synkretismus
Der evangelische Theologe Wolfgang Wünsch aus der Evangelischen Kirche A. B. in Rumänien kritisiert die Religionsvermischung bei Küng. Dieser erhebe den Islam zum Heilsweg, den Koran zum offenbarten Wort Gottes und behaupte, dass in der «Hebräischen Bibel» und im Koran derselbe Gott rede. Für gläubige Juden, Christen und Muslime wäre diese Behauptung unhaltbar. Ebenso wirft Wünsch dem Tübinger Professor vor, selektiv und oberflächlich mit Weltreligionen umzugehen. Mystische Aspekte des Buddhismus und Hinduismus, Konfuzianismus und Taoismus werden zusammengestellt ohne tiefere Kenntnis der jeweiligen Tradition. Dabei vernachlässige Küng die Mystik- und Weisheitselemente des christlichen und jüdischen Glaubens.

## Ehrungen und Mitgliedschaften

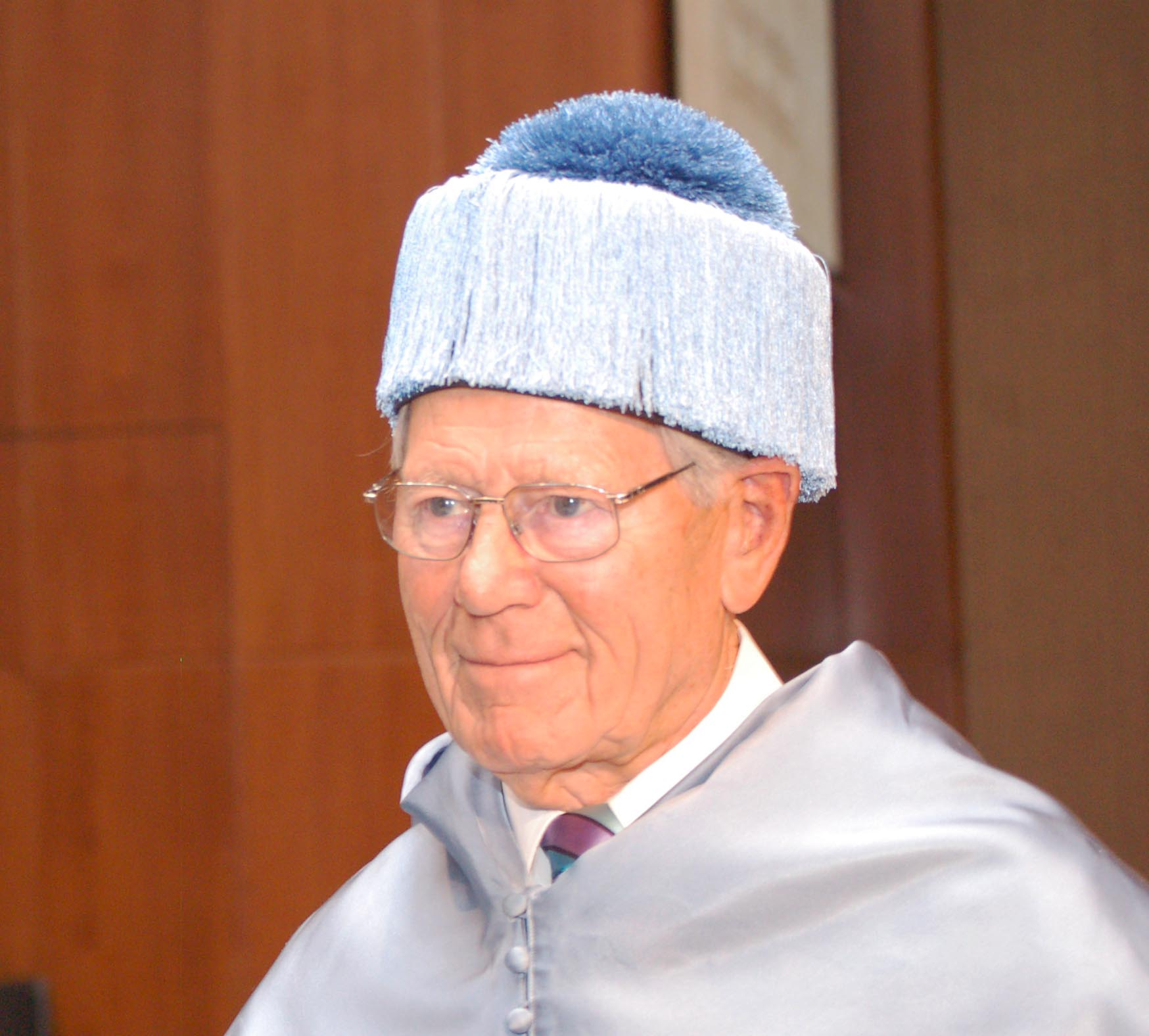
Küng beim Empfang der Ehrendoktorwürde der spanischen Universidad Nacional de Educación a Distancia (2011)

- 1975: Ludwig-Thoma-Medaille der Stadt München
- 1986: Oskar-Pfister-Preis der American Psychiatric Association, Washington D.C.
- 1991: Innerschweizer Kulturpreis
- 1992: Karl-Barth-Preis
- 1993: Hirt-Preis der Hirt-Stiftung, Zürich
- 1994: Verdienstorden der Bundesrepublik Deutschland (Verdienstkreuz 1. Klasse)
- 1995: Preis für Zivilcourage der Vereinigung Christlicher Unternehmer, Zürich
- 1996: Silbermedaille der Universität Tübingen
- 1996: Hans-Prinzhorn-Medaille[46]
- 1996: Integrationspreis der Stiftung Apfelbaum
- 1998: Theodor-Heuss-Preis der Theodor-Heuss-Stiftung
- 1998: Ehrenbürger seiner Geburtsstadt Sursee
- 1998: Interfaith Gold Medallion des International Council of Christians and Jews, London
- 1999: Preis «Das unerschrockene Wort» des Bundes der Lutherstädte
- 2000: GLOBArt Award
- 2001: Club-of-Budapest-Preis für Globale Ethik, Stuttgart
- 2001: Ernst-Robert-Curtius-Preis für Essayistik, Bonn
- 2002: Göttinger Friedenspreis
- 2002: Ehrenbürger der Stadt Syrakus
- 2002: Ehrenbürger der Stadt Tübingen
- 2003: Karl-Leitl-Partnerschaftspreis, Linz
- 2003 Verdienstorden der Bundesrepublik Deutschland (Grosses Verdienstkreuz mit Stern)
- 2004: «Wolfgang A. Mozart-Ehrenlehrstuhl» der Europäischen Akademie Yuste, Spanien[47]
- 2004: «Juliet Hollister Award», Barcelona
- 2005: Niwano-Friedenspreis, Tokio
- 2005: Preis «Rights of Catholics in the Church», Philadelphia
- 2005: Preis «Religions in Dialogue», Philadelphia
- 2005: Verdienstmedaille des Landes Baden-Württemberg[48]
- 2006: Herbert Haag-Preis für Freiheit in der Kirche, Luzern
- 2006: Lew-Kopelew-Preis, Köln
- 2007: Kulturpreis der deutschen Freimaurer samt Lessing-Ring, Köln
- 2007: Preis «Persönlichkeit des Dialogs» durch den Kroatischen Akademikerverein, Split
- 2008: Steiger Award für Toleranz, Bochum
- 2008: Auszeichnung für Zivilcourage des Freundeskreises Heinrich Heine, Düsseldorf
- 2008: Otto-Hahn-Friedensmedaille in Gold, Berlin
- 2008: Preis für sein Lebenswerk im Dienst der Muslimisch-Christlichen Verständigung, Prince Alwaleed bin Talal Center for Muslim-Christian Understanding, Washington, D.C.
- 2009: Abraham-Geiger-Preis, Berlin
- 2012: Internationaler Kulturpreis «Premio Nonino», Percoto
- 2017: Benennung des Asteroiden (190139) Hansküng nach ihm[49]

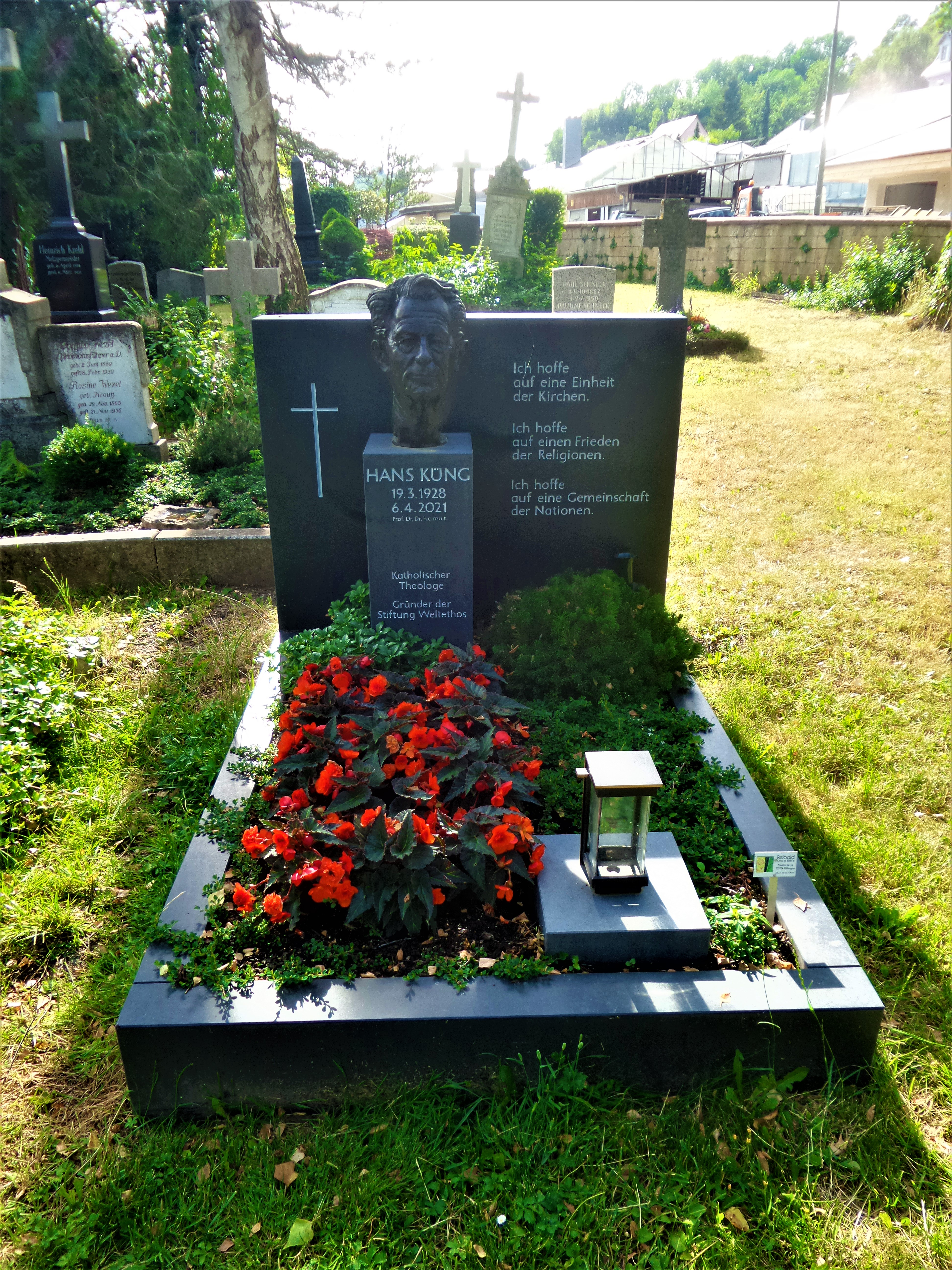
Grab in Tübingen

Küng erhielt Ehrendoktorwürden der University of St. Louis, Missouri (1963), der Pacific School of Religion, Berkeley, California (1966), der Loyola University Chicago (1970), der University of Glasgow, UK (1971), der University of Toronto, Kanada (1984), der University of Cambridge, UK (1985), der University of Michigan, Ann Arbor (1985), der Universität Dublin, Irland (1995), der University of Wales, Swansea (1999), des Ramapo College, New Jersey (1999), des Hebrew Union College – Jewish Institute of Religion, Cincinnati (2000), der Florida International University, Miami (2002), des Ecumenical Theological Seminary, Detroit (2003), der Universität Genua, Italien (2004), der Universidade Federal de Juiz de Fora, Brasilien (2007) sowie der Universidad Nacional de Educación a Distancia, Spanien (2011).
Küng war unter anderem Gründungsmitglied der Internationalen Zeitschrift für Theologie Concilium, Associate Editor des Journal of Ecumenical Studies, Mitglied des PEN-Zentrums Deutschland und des PEN American Center, der Académie Internationale des Sciences Religieuses, der American Academy of Religion, Präsident der Herbert-Haag-Stiftung für «Freiheit in der Kirche», Luzern sowie Co-Präsident der World Conference on Religion and Peace, New York.
2023 verlieh das Parlament der Weltreligionen erstmals einen Hans-Küng-Preis, mit dem an Hans Küngs herausragende Verdienste um die Weltethos-Thematik erinnert wird und Personen gewürdigt werden, die sich mit ihrem Lebenswerk in diesem Sinn engagiert haben; erster Preisträger war Dr. Stephan Schlensog, langjähriger Generalsekretär der Stiftung Weltethos.

## Schriften (Auswahl)
- Rechtfertigung. Die Lehre Karl Barths und eine katholische Besinnung. Mit einem Geleitbrief Karl Barths, Einsiedeln 1957.
- Konzil und Wiedervereinigung. München 1960.
- Strukturen der Kirche. Freiburg im Breisgau 1962.
- Kirche im Konzil. Herder, Freiburg im Breisgau 1963.
- Die Kirche. Herder, Freiburg im Breisgau 1967.
- Wahrhaftigkeit. Zur Zukunft der Kirche. Herder, Freiburg im Breisgau 1968.
- Unfehlbar? Eine Anfrage. Benziger, Zürich 1970
- Menschwerdung Gottes. Eine Einführung in Hegels theologisches Denken als Prolegomena zu einer künftigen Christologie (= Ökumenische Forschungen. II. 1). Herder, Freiburg / Basel / Wien 1970. (Taschenbuchausgabe: Serie Piper 1049, München 1989; mit neuem Vorwort)
- Wozu Priester? (Eine Hilfe)., Benziger, 1971.
- Christ sein. Piper, München 1974.
- Existiert Gott? Antwort auf die Gottesfrage der Neuzeit. Piper, München 1978 (Platz 1 der Spiegel-Bestsellerliste vom 10. April bis zum 23. Juli 1978)
- Ewiges Leben? Piper, München 1982.
- Christentum und Weltreligionen. Hinführung zum Dialog mit Islam, Hinduismus und Buddhismus. (Mit Josef van Ess, Heinrich von Stietencron und Heinz Bechert). Piper, München 1984.
- Theologie im Aufbruch. Eine ökumenische Grundlegung. Piper, München 1987.
- Christentum und Chinesische Religion. Piper, München 1988 (Mit Julia Ching).
- Projekt Weltethos. Piper, München 1990, ISBN 3-492-03426-8.
- Das Judentum. Wesen und Geschichte. Piper, München 1991.
- Credo. Das apostolische Glaubensbekenntnis – Zeitgenossen erklärt. Piper, München 1992, ISBN 3-492-03009-2.
- Die Schweiz ohne Orientierung? Europäische Perspektiven. Benziger, Zürich 1992, ISBN 3-545-34103-8.
- Das Christentum. Wesen und Geschichte. Piper, München 1994, ISBN 3-492-03747-X.
- Große christliche Denker. Piper, München 1994, ISBN 3-492-03666-X.
- Menschenwürdig sterben. Piper, München 1995, ISBN 3-492-03791-7.
- Weltethos für Weltpolitik und Weltwirtschaft. Piper, München 1997, ISBN 3-492-03938-3.
- Spurensuche. Die Weltreligionen auf dem Weg. Piper, München 1999.
- Die Frau im Christentum. 4. Auflage Piper, München 2001, ISBN 978-3-492-23327-9.
- Erkämpfte Freiheit. Erinnerungen. 2. Auflage Piper, München 2002, ISBN 978-3-492-04444-8.
- Wozu Weltethos? Religion und Ethik in Zeiten der Globalisierung. Im Gespräch mit Jürgen Hoeren. 2. Auflage Herder, Freiburg im Breisgau 2006, ISBN 978-3-451-05797-7.
- Dokumentation zum Weltethos. Piper, München 2002, ISBN 978-3-492-23489-4.
- Der Anfang aller Dinge. Naturwissenschaft und Religion. Piper, München 2005.
- Weltethos christlich verstanden. Positionen – Erfahrungen – Impulse. (Mit Angela Rinn-Maurer) Herder, Freiburg im Breisgau 2005, ISBN 978-3-451-28850-0.
- Der Islam. Geschichte, Gegenwart, Zukunft. 2004, 4. Auflage Piper, München 2006, ISBN 978-3-492-24709-2.
- Umstrittene Wahrheit. Erinnerungen. Piper, München 2007, ISBN 978-3-492-05123-1.
- Weltethos aus den Quellen des Judentums (mit Rabbiner Walter Homolka) Herder, Freiburg im Breisgau 2008, ISBN 978-3-451-32115-3.
- Was ich glaube. Piper, München 2009, ISBN 978-3-492-05333-4.
- Manifest Globales Wirtschaftsethos. Konsequenzen und Herausforderungen für die Weltwirtschaft. Manifesto Global Economic Ethic. Consequences and Challenges for Global Businesses. (Mit Klaus M. Leisinger, Josef Wieland) dtv, München 2010, ISBN 978-3-423-34628-3.
- Anständig wirtschaften – Warum Ökonomie Moral braucht. Piper, München 2010, ISBN 978-3-492-05424-9.
- Ist die Kirche noch zu retten? Piper, München 2011, ISBN 978-3-492-05457-7.
- Handbuch Weltethos. Eine Vision und ihre Umsetzung. Piper, München, 2012, ISBN 978-3-492-30059-9.
- Was bleibt, Kerngedanken. München 2013, ISBN 978-3-492-05579-6.
- Erlebte Menschlichkeit. Erinnerungen. Piper, München 2013, ISBN 978-3-492-05601-4.
- Glücklich sterben? Hans Küng im Gespräch mit Anne Will. Piper, München 2014, ISBN 978-3-492-05673-1.
- Sieben Päpste. Wie ich sie erlebt habe. Piper, München 2015, ISBN 978-3-492-05687-8.